# لجنة التجارة الدولية الأمريكية
لجنة الولايات المتحدة للتجارة الدولية  هي وكالة مستقلة من الحزبين وشبه قضائية واتحادية للولايات المتحدة توفر الخبرة التجارية لكل من الفرعين التشريعي والتنفيذي . علاوة على ذلك، تحدد الوكالة  تأثير الواردات على الصناعات الأمريكية وتوجه الإجراءات ضد الممارسات التجارية غير العادلة، مثل الإعانات والإغراق وبراءات الاختراع والعلامات التجارية وانتهاك حقوق النشر .

## روابط خارجية
- الموقع الرسمي
- لجنة التجارة الدولية في السجل الفيدرالي
- مؤلفات United States Tariff Commission في مشروع غوتنبرغ
- Works by or about United States International Trade Commission